# 帕乌·卡萨尔斯
帕乌·卡萨尔斯-德菲利奥（加泰罗尼亚语发音：[ˈpaw kəˈzalz i ðəfiˈʎo]；1876年12月29日—1973年10月22日），常称其西班牙语名巴勃罗·卡萨尔斯（西班牙語：Pablo Casals），西班牙大提琴家、作曲家、指揮家。他被普遍认为是20世纪上半叶最杰出的大提琴家，也是有史以来最伟大的大提琴家之一。在他的独奏、室内乐和管弦音乐生涯中，他录制了许多唱片，其中一些他担任指挥，但给人印象最为深刻的也许是他在1936年至1939年间录制的巴赫无伴奏大提琴组曲。作為作曲家，他主要創作宗教音樂和管弦樂。二次世界大戰流亡隱居於法國普拉德期間，卡薩爾斯將一首加泰隆尼亞民謠「白鳥之歌」改編為大提琴曲，此後，他舉辦的每場音樂會中都會演奏這首家鄉民謠作為終曲。1963年，他被肯尼迪总统授予总统自由勋章，颁奖仪式由林登·约翰逊主持。在1958年他曾被提名諾貝爾和平獎。1971年獲頒聯合國和平獎，並受邀到聯合國演出。

## 生平

### 早年生活
卡萨尔斯出生于西班牙加泰罗尼亚的埃尔文德雷利。他的父亲Carles Casals i Ribes（1852–1908）是教区的管风琴师和唱诗班指挥。他向卡萨尔斯传授了有关钢琴、歌曲写作、小提琴以及管风琴等的知识。他父亲管教甚严。卡萨尔斯小时候，他的父亲会把钢琴从墙边拉开，让他和他的弟弟阿图尔站在钢琴后面，说出他父亲所弹的音符和音阶。四岁时，卡萨尔斯就能演奏小提琴、钢琴和长笛；六岁时，卡萨尔斯就具备了在公开场合演出独奏小提琴的技艺。他第一次接触到类似大提琴的乐器是在目睹了一位来当地旅游的加泰罗尼亚音乐家，在一把装了大提琴弦的扫帚柄上演奏音乐。在卡萨尔斯的请求之下，父亲为他制作了一把用一个葫芦作为音箱的简陋的大提琴。卡萨尔斯11岁时，他从一群旅游的音乐家那里第一次听到真正的大提琴演出，并决定全身心地投入到这种乐器中。
他的母亲皮拉尔·德菲约·阿米格特出生在波多黎各的马亚圭斯，父母都是波多黎各的加泰罗尼亚移民。1888年，卡萨尔斯被母亲带到巴塞罗那，进入埃斯科拉市立音乐学院（Escola Municipal de Música）学习。在那里他学习了大提琴、音乐理论和钢琴。1890年，13岁的卡萨尔斯在巴塞罗那的一家二手乐谱店里，发现了一本破烂的巴赫《六部大提琴组曲》乐谱。接下来，卡萨尔斯用了十三年的时间每天研练这些乐曲，然后才第一次公开演出。卡萨尔斯后来制作了他自己的六部组曲版本。作为一名大提琴演奏者，他取得了惊人的进步；1891年2月23日，年仅14岁的他在巴塞罗那举行了独奏音乐会。五年后，他以优异的成绩从埃斯科拉毕业。

### 青年生活
1893年，西班牙作曲家伊萨克·阿尔贝尼斯在一家咖啡馆听到他在三重奏中的演奏，并给他写了一封介绍信，给西班牙摄政王玛丽亚·克里斯蒂娜的私人秘书吉列尔莫·莫菲伯爵。卡萨尔斯被邀请在宫廷的非正式音乐会上演奏，并获得了一笔皇家津贴，前往马德里皇家音乐学院跟随维克多·米雷茨基学习作曲。他还在新成立的四重奏团体中演奏。
1895 年，卡萨尔斯来到巴黎，在巴黎，由于失去了津贴，他在马利尼歌剧院管弦乐队中担任第二大提琴来谋生。1896年，他回到西班牙，在巴塞罗那市立音乐学院担任教师。他还被任命为巴塞罗那利塞乌大剧院管弦乐团的首席大提琴手。1897年，他作为独奏家与马德里交响乐团合作演出，并被女王授予卡洛斯三世勋章。

### 国际生涯
1899年，卡萨尔斯在伦敦水晶宫演出，随后又在维多利亚女王的奧斯本莊園为她演出，由欧内斯特·沃克伴奏。1899年11月12日和12月17日，他作为独奏家出现在巴黎的拉穆勒音乐会（Lamoureux Concerts）上，获得了公众和评论界的广泛赞誉。1900至1901年间，他与钢琴家哈罗德·鲍尔一起在西班牙和荷兰巡回演出；1901/02 年，他第一次访问美国；1903年在南美巡回演出。
1904年1月15日，卡萨尔斯应邀在白宫为西奥多·罗斯福总统演奏。同年3月9日，他在首次登上纽约卡内基音乐厅的舞台，演奏理查德·施特劳斯的《唐吉诃德》，由作曲家本人亲自担任指挥。1905年與小提琴家蒂博、鋼琴家科尔托組成三重奏團，此陣容堪稱一時之選。1906年，他与才华横溢的年轻葡萄牙大提琴家古尔赫米娜·苏吉娅交往，他们一起学习，苏吉娅开始以P·卡萨尔斯-苏吉娅夫人（Mme. P. Casals-Suggia）的身份出现在音乐会上，虽然他们没有结婚。他们的关系于1912年结束。
1911年4月9日的《纽约时报》宣布卡萨尔斯将在伦敦音乐节的第二天（5月23日）在女王大厅演出。所选曲目为海顿的D大调大提琴协奏曲，并和弗里茨·克莱斯勒演出勃拉姆斯的小提琴与大提琴双重协奏曲。
1914年，卡萨尔斯与美国社会名流兼歌手苏珊·梅特卡夫结婚；他们于1928年分居，但直到1957年才离婚。
尽管卡萨尔斯在1915年录制了他的第一张唱片（哥伦比亚系列），但他直到1926年才发行另一张唱片（维克多厂牌）。
1937以前，所屬的三重奏團一直举办音乐会，并录制唱片。同時卡萨尔斯也对指挥产生了兴趣，1919年，他以自己的積蓄支持，在巴塞罗那组织了保罗·卡萨尔斯管弦乐团，并于1920年10月13日举办了第一场音乐会。随着1936年西班牙内战的爆发，乐团停止了活动。
卡萨尔斯是西班牙共和党政府的忠实支持者，在其失败后发誓在民主恢复之前不返回西班牙。1938年10月19日，卡萨尔斯在里西奥大剧院（Gran Teatre del Liceu）演出，这可能是他流亡期间在西班牙的最后一场演出。
1936年的最后几周，他在靠近西班牙边境的一个法国小村庄普拉德（在历史上属于加泰罗尼亚地区的东比利牛斯省）安顿下来，卡萨尔斯后来于1939年在那里定居。1939年至1942年间，他在法国南部未被占领的地区和瑞士以大提琴家的身份偶有露面。佛朗哥政權曾對卡薩爾斯展開全球通緝，並威脅要砍斷卡薩爾斯的雙手，讓他永遠無法演奏。他被佛朗哥政权下的媒体嘲笑，他们在文中嘲笑他是“一头驴”，并因其所持政治观点的不同对卡萨尔斯实施了一百万比塞塔币的罚款。他对佛朗哥西班牙的反对如此激烈，以至于他拒绝出现在承认独裁西班牙政府的国家。但也有一个引人注目的例外：1961年11月13日，應所崇拜的约翰·肯尼迪总统之邀，参加在白宫举行的室内乐音乐会。1963年12月6日，卡萨尔斯被授予美国總統自由勳章。
在他大部分的职业生涯中，他使用一把标有“卡洛·托诺尼……1733年”（Carlo Tononi ... 1733）字样的大提琴。但在他演奏了50年之后，人们发现这把大提琴是由威尼斯的制琴师马特奥·戈弗里勒在1700年左右制作的。卡萨尔斯在1913年获得了这把大提琴。他还演奏另一把1710年戈夫里勒制作的大提琴，以及一把1730年的托诺尼大提琴。
1950年，他作为指挥家和大提琴家在康弗伦特的普拉德音乐节上恢复了他的职业生涯，该音乐节是为了纪念巴赫逝世200周年而举办的；卡萨尔斯同意参加，条件是所有收入都要捐给佩皮尼昂附近的一家难民医院。
1955年，卡萨尔斯在波多黎各进行了广泛的旅行，并在第二年创办了年度的卡萨尔斯音乐节。1955年，卡萨尔斯与他的第二任妻子，长期合作伙伴弗朗西斯卡·维达尔·德·卡普德维拉（Francesca Vidal de Capdevila）结婚，同年她就去世。1956年4月，卡萨尔斯音乐节移師聖璜市。卡萨尔斯本人在4月1日指揮《未完成》交響曲的排練時，因為心臟病在指揮台上暈倒，之後並無大礙。
1957年，80岁的卡萨尔斯与20岁的玛塔·蒙塔涅斯·马丁内斯（Marta Montañez y Martinez）结婚。這是他的第三段婚姻。据说他对与小他60岁的人结婚可能会有危险的担忧不予理会，他说：“我是这么看的：如果她死了，她就死了。”保罗和玛塔定居在塞瓦镇，住在一座被称为“El Pessebre”（马槽）的房子里。他于1958年组建了波多黎各交响乐团，并于1959年创办了波多黎各音乐学院，他在波多黎各乐坛的影响日渐深远。

### 晚年
卡萨尔斯出现在1958年的纪录片《风云》中。在20世纪60年代，卡萨尔斯在世界各地举办了许多大师班，如格斯塔德、采尔马特、托斯卡纳、伯克利和马尔堡等地。其中几个通过电视转播。
1961年11月13日，他应肯尼迪总统的邀请，在白宫东厅为波多黎各总督路易斯·穆尼奥斯·马林举行的晚宴上演出。这次演出被录音并发行。
卡萨尔也是一位作曲家。也许他最有效的作品是他在1926年为大提琴合奏而创作的《萨达纳》（La Sardana）。他的清唱剧《马槽》（El Pessebre，1960）于1960年12月17日在墨西哥的阿卡普尔科首次演出。他还在1963年联合国周年纪念日期间将其赠送给联合国。1963年，他成为佛罗里达州立大学披穆阿尔法交响曲音乐联谊会艾普西隆·艾塔分会的荣誉成员。后来，他于1973年被授予联谊会的查尔斯·E·拉顿音乐人奖。
他后期的作品之一是《联合国颂》（Hymn of the United Nations）。1971年10月24日，也就是他95岁生日的两个月前，他在联合国的一场特别音乐会上进行了首次演出。那天，联合国秘书长吴丹授予卡萨尔斯联合国和平勋章，以表彰他和平、正义和自由的立场。卡萨尔斯接受了奖章并发表了他著名的“我是加泰罗尼亚人”的演讲，他陈述加泰罗尼亚早在英格兰之前就有了第一个民主议会。
1973年，应好友艾萨克·斯特恩之邀，卡萨尔斯来到耶路撒冷指挥青年管弦乐团和耶路撒冷交响乐团。他与青年管弦乐团在耶路撒冷可汗剧院举办的音乐会，是他此生的最后一场音乐会。
卡萨尔斯的回忆录由阿尔伯特·E·卡恩撰写，1970年出版为《白鸟之歌》（Joys and Sorrows: Pablo Casals, His Own Story，直译为“欢乐与悲伤：巴勃罗·卡萨尔斯，他自己的故事”）。由姬健梅翻译的繁体字版于2013年由木马文化出版（ISBN 9789866200991），简体字版于2018年由江苏凤凰文艺出版社出版（ISBN 9787559412003），

### 去世
1973年，由于三周前心脏病发作的并发症，卡萨尔斯在波多黎各圣胡安的Auxilio Mutuo医院去世，享年96岁。他没能活着看到两年后佛朗哥统治的结束，但他被国王胡安·卡洛斯一世领导的西班牙政府追认，在1976年发行了一枚描绘卡萨尔的纪念邮票，以纪念他的百年诞辰。1979年，他的遗体被安葬在他的故乡——加泰罗尼亚的埃尔本德雷尔。1989年，卡萨尔斯被追授格莱美终身成就奖。

## 纪念

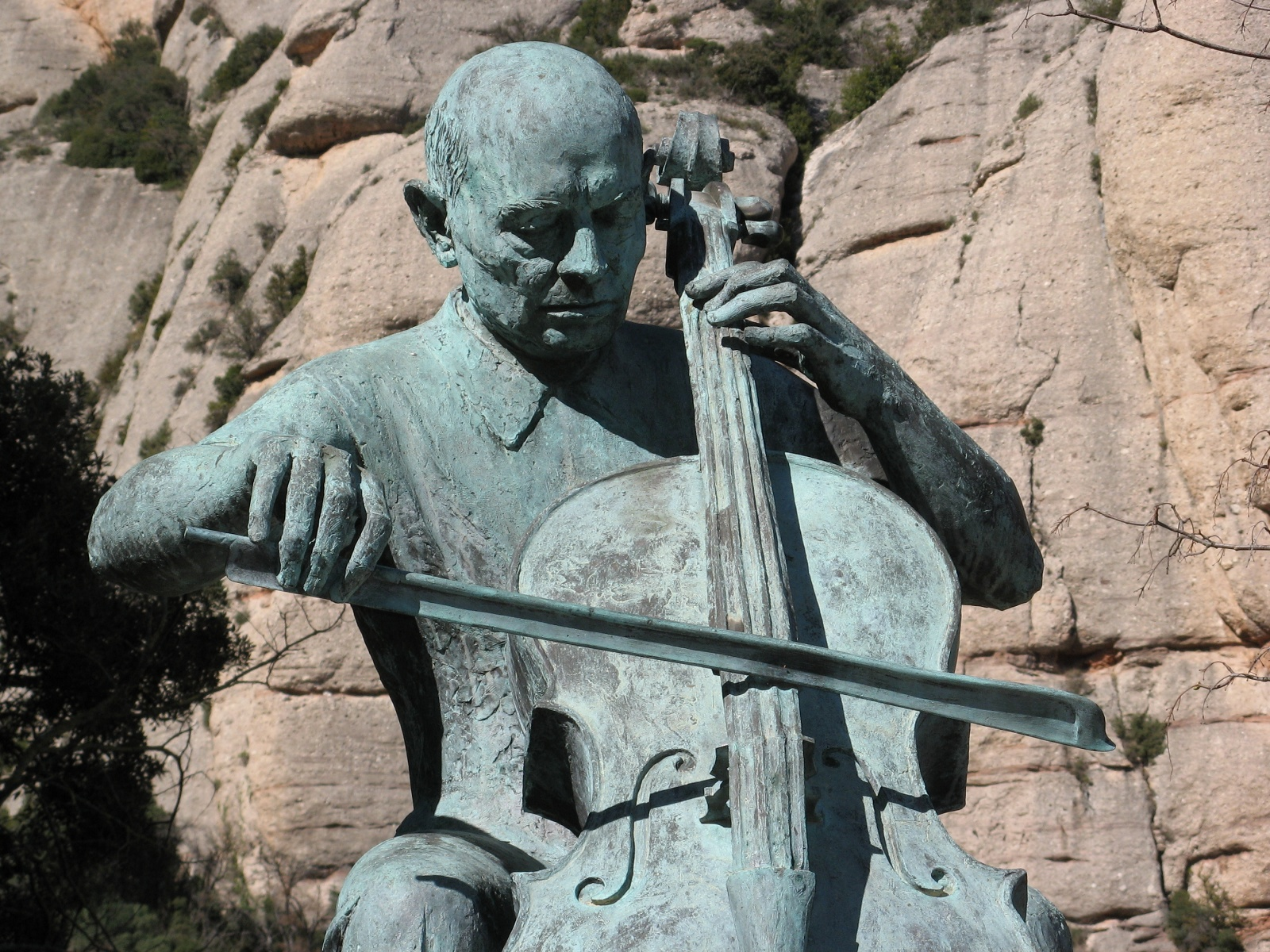
世纪雕塑，由约瑟夫·维拉多马特，蒙塞拉特山

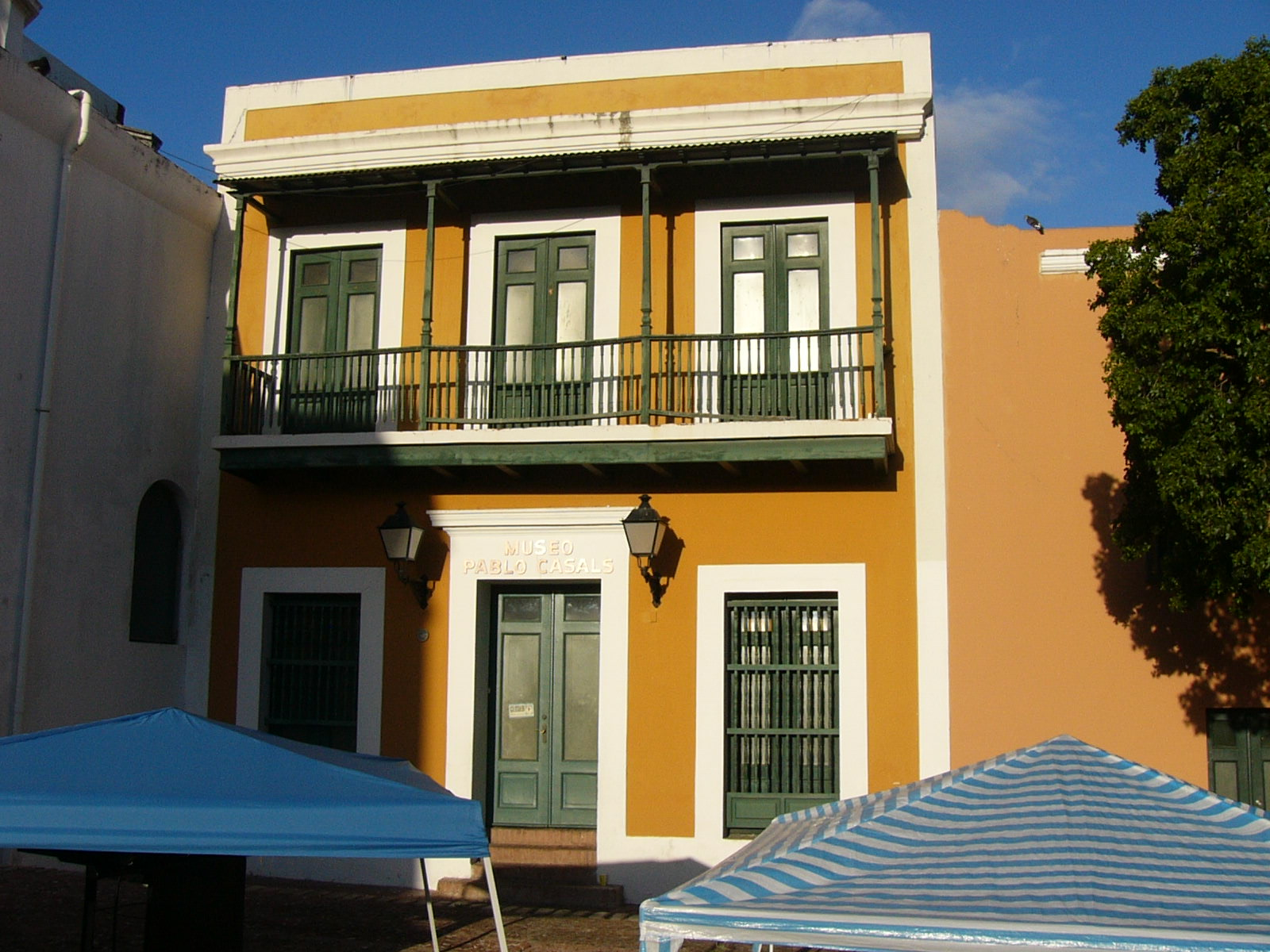
巴勃罗·卡萨尔斯博物馆，位于波多黎各的圣胡安

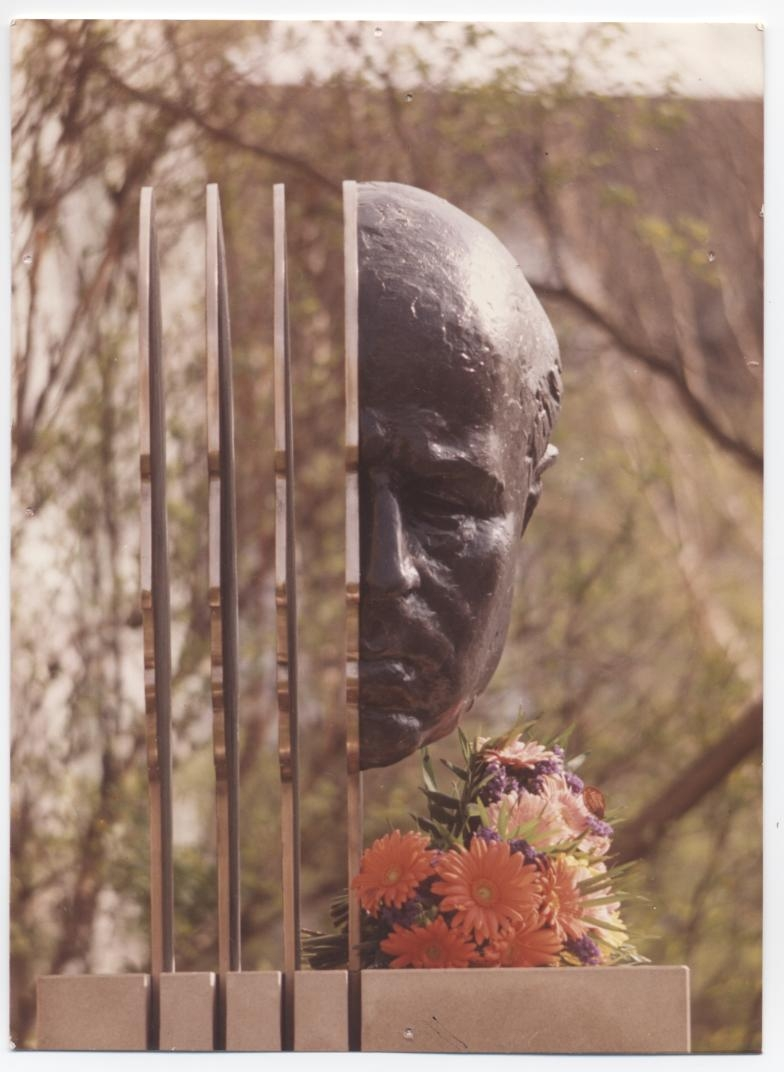
保罗·卡萨尔斯半身像，德国沃尔芬比特尔

1959年，美国作家马克斯·伊斯特曼写到卡萨尔斯：
众所周知，他是有史以来最伟大的大提琴手。弗里茨·克莱斯勒走得更远，把他描述为“有史以来最伟大的用琴弓演奏的人”。
西班牙加泰罗尼亚的C-32公路的南部被命名为“保罗·卡萨尔高速公路”。
2000年开始，由克朗伯格学院主持的国际保罗·卡萨尔斯大提琴比赛在德国克龙贝格和法兰克福举行，每四年举行一次，以发掘和助推未来大提琴精英人才。在卡遗孀玛塔·卡萨尔斯·伊斯托明的赞助下，这项国际性大赛也得到了保罗·卡萨尔斯基金会的支持。奖项之一是获得卡萨尔斯拥有的戈弗里勒大提琴之一的使用权。首个最高奖于2000年颁发给德国大提琴家克劳迪奥·博霍尔克斯（Claudio Bohórquez）。
澳大利亚广播电台播音员菲利普·亚当斯常常深情地回忆起卡萨尔斯80岁生日时记者招待会的情形，在充分阐述了世界上的各种纷争以后，他停下来总结道：“形势不容乐观。我们必须采取下一步行动”。
美国喜剧演员乔治·卡林在为《美国电视档案》（Archive of American Television）所做的采访中，在讨论一个艺术家的角色的不稳定性质时提到了卡萨尔斯。正如卡林所说，当卡萨尔斯（当时93岁）被问及为什么他继续每天练习大提琴三个小时时，卡萨尔斯回答说：“我开始注意到一些改进……。并且这就是我身上的东西。我注意到自己在这方面变得更好。”卡林继续说。
在波多黎各，每年仍有卡萨尔斯节的庆祝活动。在圣胡安老城还有一个专门介绍卡萨尔生活的博物馆。2009年10月3日，以卡萨尔斯命名的帕布罗·卡萨尔斯交响乐厅在波多黎各的圣胡安开幕。这座耗资3400万美元的建筑，由鲁道夫·费尔南德斯（Rodolfo Fernandez）设计，是路易斯·A·费雷表演艺术中心的最新成员。它是波多黎各交响乐团的新基地。
另一个巴勃罗·卡萨尔博物馆位于法国普拉德的一个公共图书馆内的。那里有许多艺术家的纪念品和珍贵的文件：照片、音乐会服装、原始的信件、佩塞布雷的原始乐谱、采访录音带、电影、绘画、大提琴和他的第一架钢琴。
在东京，作为室内音乐的场所，卡萨尔斯音乐厅于1987年开放。芝加哥的保罗·卡萨尔斯小学以他的名字命名。布朗克斯区的I.S.181也是以卡萨尔斯的名字命名的。
卡萨尔斯于1932年创作的经文歌《O vos omnes》，今天经常被演奏。
在帕布罗·拉拉因2016年的电影《第一夫人》中，卡萨尔斯由罗兰·皮杜扮演。
2019年，卡萨尔的专辑《巴赫六部大提琴组曲》被美国国会图书馆选为“具有文化、历史或美学意义”的国家录音典藏保存。

## 作品

### 录音
- 1926–1928年：舒伯特：第一钢琴三重奏；舒曼和门德尔松的钢琴三重奏作品；贝多芬：大公三重奏（英语：Piano Trio, Op. 97 (Beethoven)）；海顿：G大调钢琴三重奏；贝多芬：卡卡杜主题变奏曲（英语：Kakadu Variations），大提琴：卡萨尔斯、小提琴：雅克·蒂博、钢琴：阿尔弗雷德·科尔托（在伦敦录制）
- 1929年：勃拉姆斯：小提琴与大提琴双协奏曲，小提琴：雅克·蒂博，由科尔托指挥卡萨尔斯自己乐队
- 1929年：德沃夏克、勃拉姆斯：大提琴协奏曲
- 1929年：贝多芬：第四交响曲（在巴塞罗那录制）
- 1930年：贝多芬：大提琴奏鸣曲，Op.69，钢琴：奥托·舒尔霍夫（德语：Otto Schulhof）
- 1936–1939年：巴赫：大提琴组曲
- 1936年：贝多芬：大提琴奏鸣曲，Op.102 No.1；勃拉姆斯：大提琴奏鸣曲，Op.99，钢琴：米奇斯瓦夫·霍绍夫斯基（英语：Mieczysław Horszowski）
- 1936年：鲍凯里尼：降B大调大提琴协奏曲；布鲁赫：希伯莱晚祷（Kol Nidrei ），兰登·罗纳德（英语：Landon Ronald）指挥伦敦交响乐团
- 1937年：德沃夏克：大提琴协奏曲，乔治·塞尔指挥捷克爱乐乐团
- 1939年：贝多芬：大提琴奏鸣曲（1、2、5号），钢琴：米奇斯瓦夫·霍绍夫斯基
- 1945年：埃尔加、海顿：大提琴协奏曲，阿德里安·布尔特（英语：Adrian Boult）指挥BBC交响乐团
- 1950年：普拉德音乐节的首次录音。包括：
  - 巴赫：为古大提琴（Viola da gamba）和大键琴的奏鸣曲，BWV 1027–1029，钢琴：保罗·鲍姆加特纳（英语：Paul Baumgartner）
  - 舒曼：五首民谣，Op.102，钢琴：利奥波德·曼尼斯（英语：Leopold Mannes）
  - 舒曼：大提琴协奏曲
- 1951年：佩皮尼昂音乐节上的录音。包括：
  - 贝多芬：大提琴奏鸣曲 Op.5 No.2，三组变奏曲，钢琴：鲁道夫·塞尔金
  - 贝多芬：钢琴三重奏，Op.1 No.2、Op.70 No.2、Op.97（大公）等
  - 舒伯特：钢琴三重奏，No.1, D.898，小提琴：亚力山大·施耐德（英语：Alexander Schneider），钢琴：尤金·伊斯托敏（英语：Eugene Istomin）
- 1952年：普拉德音乐节的录音。包括：
  - 勃拉姆斯：钢琴三重， Op.8，小提琴：艾萨克·斯特恩，钢琴：玛拉·海丝（英语：Myra Hess）
  - 勃拉姆斯：钢琴三重奏，Op.87，小提琴：约瑟夫·西盖蒂，钢琴：玛拉·海丝
  - 舒曼：钢琴三重奏，Op.63、舒伯特：钢琴三重奏，No.2, D.929，小提琴：亚历山大·施耐德、钢琴：米奇斯瓦夫·霍绍夫斯基
  - 舒伯特：C大调弦乐五重奏，小提琴：艾萨克·斯特恩、小提琴：亚历山大·施耐德、中提琴：密尔顿·凯蒂姆斯（英语：Milton Katims）、大提琴：保罗·托特里耶
  - 勃拉姆斯：弦乐六重奏 No.1，小提琴：斯特恩、施耐德，中提琴：凯蒂姆斯、中提琴：密尔顿·托马斯，大提琴：玛德琳·弗利（Madeline Foley）
- 1953年：普拉德音乐节的录音。包括：
  - 贝多芬：大提琴奏鸣曲（1、3、4、5号），钢琴：鲁道夫·塞尔金
  - 贝多芬钢琴三重奏，Op.1 No.1、Op.70 No.1，小提琴：约瑟夫·富克斯（英语：Joseph Fuchs），钢琴：尤金·伊斯托敏
  - 舒曼：A小调大提琴协奏曲，Op.129，尤金·奥曼迪指挥音乐节管弦乐团
- 1954年：普拉德音乐节（全为现场录音）。包括：
  - 贝多芬：鋼琴與大提琴奏鳴曲_(貝多芬)#第5號奏鳴曲|大提琴奏鸣曲]]，No.5，钢琴变奏曲，Op.66，钢琴：米奇斯瓦夫·霍绍夫斯基
  - 贝多芬：钢琴三重奏，Op.70 No.1、10段变奏与回旋曲，Op.121a，小提琴：席蒙·戈德堡、钢琴：鲁道夫·塞尔金
- 1954年：普拉德音乐节（全为现场录音）。包括：
  - 勃拉姆斯：钢琴三重奏，Nos.1–3，小提琴：耶胡迪·梅纽因、钢琴：尤金·伊斯托敏
  - 勃拉姆斯：单簧管三重奏，Op.114，单簧管：戴维·奥本海姆（英语：David Oppenheim (musician)）、钢琴：尤金·伊斯托敏
  - 贝多芬：钢琴三重奏，Op.70 No.2，小提琴：希蒙·戈德博格、钢琴：鲁道夫·塞尔金
- 1956年：普拉德音乐节（全为现场录音）。包括：
  - 巴赫：古大提琴奏鸣曲，BWV 1027，钢琴：米奇斯瓦夫·霍绍夫斯基
  - 舒曼：钢琴三重奏No.2，小提琴：耶胡迪·梅纽因，钢琴：米奇斯瓦夫·霍绍夫斯基
  - 舒曼：钢琴三重奏No.3，小提琴：维格·桑铎，钢琴：鲁道夫·塞尔金
- 1958年：在波恩贝多芬故居（全为现场录音）。包括：
  - 贝多芬：鋼琴與大提琴奏鳴曲_(貝多芬)#第1號奏鳴曲|大提琴奏鸣曲]]，Op.5 No.1，钢琴：威廉·肯普夫
  - 贝多芬：大提琴奏鸣曲，Op.5 No.2、Op.102 No.2、大提琴/圆号奏鸣曲，Op.17（改编曲），钢琴：米奇斯瓦夫·霍绍夫斯基
  - 贝多芬：钢琴三重奏，Op.1 No.3、Op.97（大公），小提琴：维格·桑铎、钢琴：米奇斯瓦夫·霍绍夫斯基
  - 贝多芬：钢琴三重奏 Op.70 No.1，小提琴：维格·桑铎，钢琴：卡尔·恩格尔（英语：Karl Engel）
- 1959：普拉德音乐节（全为现场录音）。包括：
  - 海顿：45号交响曲“告别”；莫扎特：36号交响曲“林茨”
  - 贝多芬：钢琴三重奏，Op.1 No.3，小提琴：耶胡迪·梅纽因、钢琴：海芙齐芭·梅纽因（英语：Hephzibah Menuhin）
  - 舒伯特：弦乐五重奏，布达佩斯弦乐四重奏（英语：Budapest String Quartet）
- 1960 年：在波多黎各的卡萨尔音乐节
  - 德沃夏克：B小调大提琴协奏曲，Op.104，亚历山大·施耐德（英语：Alexander Schneider）指挥（Everest Records发行）
- 1961年：门德尔松：钢琴三重奏No.1，小提琴：亚历山大·施耐德，钢琴：米奇斯瓦夫·霍绍夫斯基（1961年11月13日在白宫演出的现场录音）
- 1963年：贝多芬：第八交响曲
- 1963年：门德尔松：第四交响曲（在马尔伯勒）
- 1964–65年：巴赫：勃兰登堡协奏曲（在马尔伯勒）
- 1966年：巴赫：管弦乐组曲（在马尔伯勒）
- 1969年：贝多芬：第一、二、四、六（“田园”）、七交响曲
- 1974年：清唱剧《马槽》（El Pessebre）

## 軼事
- 卡薩爾斯終生皆保持早起的習慣，這點與其好友、鋼琴家科尔托相同。[12]